# Basilica santuario della Madonna della Coltura
La basilica santuario della Madonna della Coltura è una chiesa di Parabita in provincia di Lecce.

## Storia
La chiesa fu ricostruita tra il 1913 e il 1942 su progetto dell'architetto Napoleone Pagliarulo. Sorge su una precedente chiesa degli inizi del XVII secolo, a sua volta sorta sulle rovine di un'antica cappella del XIV secolo. Al suo interno è custodito un affresco bizantino dell'XI-XII secolo raffigurante la Vergine col Bambino. L'esistenza della cappella viene documentata già nel 1452 in riferimento ad una visita pastorale da parte di monsignor Ludovico De Pennis, vescovo di Nardò. Tuttavia l'immagine si trova riprodotta in diverse aree della zona in affreschi datati tra il 1435 e il 1445. C'è motivo di ritenere, quindi, che fosse già conosciuta all'inizio del secolo.
La semplice cappella seguì il variare degli stili architettonici, venendo arricchita di archi e pilastri durante il XVII secolo. Nel medesimo periodo l'immagine della Madonna venne coperta da un'ogiva in carparo che ne cancellò praticamente l'esistenza per almeno tre secoli e mezzo. Nel XIX secolo si provvide a riprodurre il portale, sul disegno di quello originario.
Nonostante la devozione e le cure ricevute, la cappella subì un forte degrado e venne abbattuta nei primi giorni del mese di aprile del 1912, perché diroccata e pericolante. Fu in quell'occasione che al popolo ed ai fedeli parabitani si presentò nuovamente il monolito con la vergine ed il bambino, in tutta la sua interezza. La vecchia cappella seicentesca fu sostituita da una nuova chiesa realizzata su disegno dell'architetto parabitano Napoleone Pagliarulo. Il santuario sorto a pochi metri dalla precedente piccola fabbrica fu solennemente inaugurato il 21 dicembre 1922, poco più di nove anni e mezzo dopo la posa della prima pietra avvenuta il 4 maggio del 1913. Lungo le navate laterali affreschi del pittore Mario Prayer illustrano la vita della Madonna. Negli anni settanta furono realizzati i bracci laterali (per le due cappelle del Santissimo Sacramento e del Sacro Cuore) e il campanile. Il santuario fu innalzato a basilica minore il 1º settembre 1999 da Giovanni Paolo II.

## Descrizione

### Esterno
Lo stile della costruzione ha elementi in stile romanico-bizantino, romanico pugliese e gotico. La facciata a salienti, essenzialmente romanica, presenta un portale con protiro finemente intagliato sormontato da una lunetta con un mosaico raffigurante il Cristo Re. In alto è l'artistico rosone arricchito da vetrate istoriate con al centro Cristo e negli spicchi i dodici apostoli. Al lato dell'intera struttura s'innalza il maestoso campanile, ultimato nel 1976 e voluto dai domenicani, custodi del santuario.

### Interno
L'edificio presenta una struttura interna a tre navate, divise da archi a sesto acuto dai quali si sviluppano lunette con finestre istoriate. L'abside centrale, che custodisce il prezioso monolito affrescato con l'immagine della Madonna col Bambino, è diviso dal coro attraverso cinque archi decorati, anch'essi a sesto acuto. I diciotto affreschi presenti in chiesa sono stati eseguiti da Mario Prayer e risalgono al 1942. In particolare il pittore ha affrescato sulle due pareti interne della facciata principale la vita di Maria, dalla promessa della redenzione nel paradiso terrestre alla sua glorificazione. Degne di attenzione sono le cappelle laterali, terminate nel 1980. Quella di destra è arricchita da un baldacchino di marmo e quella di sinistra accoglie un altare, su cui è posta la statua del Cristo scolpita dal Tomagnini.

## Convento dei domenicani
Il santuario vide l'avvicendarsi di vari ordini religiosi che ne ebbero in carico la gestione, ma la responsabilità fu per lunghissimo tempo dei frati predicatori (domenicani). Questi dovettero abbandonare il convento quando fu soppresso, nel 1809, da Gioacchino Murat. Nel XX secolo la popolazione di Parabita si dedicò a ricostruire il convento con la speranza di avere nuovamente un ordine religioso in fissa dimora. Giunsero quindi i missionari della Consolata, negli anni dal 1928 al 1954, quindi missionari del Sacro Cuore di Gesù. Nel 1955, infine, ritornarono i domenicani, che tutt'oggi vi risiedono.

## Origine dell'appellativo
L'appellativo "della coltura" è un'abbreviazione di Madonna dell'Agricoltura. Le origini del nome sono incerte e si rifanno a due possibilità.
La prima rimanda alla leggenda popolare e vuole che un contadino, mentre arava un campo con dei buoi, trovasse in mezzo alla terra un monolite affrescato raffigurante una Madonna con il Bambino. Il paese, avvisato del ritrovamento, portò in processione l'icona sacra nella chiesa del paese, ma il giorno dopo la pietra scomparve. 
Fu ritrovata fuori le mura, vicino ai campi e i parabitani decisero di costruire in quel luogo un santuario. I fatti cui si fa riferimento riguarderebbero la cappella originale del XIV secolo, della quale non è rimasta traccia.
La seconda parte dall'analisi etimologica del nome originario dell'immagine sacra: S.M. de la Cutura. Si ritiene che cutura derivi da cullura, il nome dialettale del pane. In particolare la Cuddura è una torta di pane variamente decorata con uovo, tipica del periodo pasquale.
La Madonna della Basilica è dunque intesa come protettrice dei campi o del pane: in ogni caso della sopravvivenza e del benessere delle genti della zona.